# Nipponapterocis inermis
Nipponapterocis inermis là một loài bọ cánh cứng trong họ Ciidae. Loài này được Kawanabe miêu tả khoa học năm 1995.